# Ruffo Figueroa Figueroa
Ruffo Figueroa Figueroa (Ciudad de Huitzuco, Guerrero, 10 de noviembre de 1905-Ciudad de México, 25 de julio de 1967) fue un político mexicano, integrante del Partido Revolucionario Institucional (PRI). Tuvo una larga carrera política, que lo llevó a ser entre otros cargos, diputado federal, senador y gobernador del entonces Territorio de Quintana Roo.

## Biografía
Realizó únicamente estudios de primaria y dos años de secundaria; sobrino de los generales Ambrosio, Francisco y Rómulo Figueroa Mata, partidarios de Francisco I. Madero y precursores de la Revolución mexicana, y del también general Andrés Figueroa Figueroa, que también participó en la lucha revolucionaria y fue secretario de Guerra y Marina en el gobierno de Lázaro Cárdenas del Río. Su hermano, Rubén Figueroa Figueroa fue senador y gobernador de Guerrero de 1975 a 1981 y su sobrino Rubén Figueroa Alcocer ocupó dicho cargo de 1993 a 1996.
En 1922 fue asistente de bibliotecario y luego bibliotecario de la biblioteca «José Enrique Rodó». Posteriormente inició un carrera política en como líder sindical en el Sindicato Único de Trabajadores del Departamento del Distrito Federal (SUTDDF) que lo llevó a ser a partir de 1935 delegado de la sección 17, luego fue secretario de Acción Laboral, del Interior y luego secretario general de la misma sección; luego fue secretario de Trabajo y Conflictos de la comité nacional del SUTDDF y secretario de Acción Burocrática del comité nacional de la Confederación Nacional de Organizaciones Populares (CNOP) en 1943. 
En 1943 fue candidato del entonces Partido de la Revolución Mexicana (PRM) a diputado federal por el Distrito 4 del Distrito Federal, resultando elegido a la XXXIX Legislatura de dicho año al de 1946. Al terminar dicho cargo, fue candidato del PRI a Senador por Guerrero en segunda fórmula, siendo elegido para el periodo de 1946 a 1952 que correspondió a las Legislaturas XL y XLI; en ellas fue integrante de las comisiones de Asistencia Pública; de Bienestar Social; y suplente de las de Economía; y de Estadística. De 1944 a 1947 fue además secretario general de la Federación de Sindicatos de Trabajadores al Servicio del Estado (FSTSE).
En 1952 el presidente Adolfo Ruiz Cortines lo nombró subdirector de Pensiones Civiles, permaneciendo en el cargo hasta 1959 cuando el presidente Adolfo López Mateos transforma dicho organismo en el Instituto de Seguridad y Servicios Sociales de los Trabajadores del Estado (ISSSTE) y lo nombra subdirector administrativo, siendo su director general Nicolás Pizarro Suárez. En 1964 es elegido secretario general de la CNOP, hasta el 20 de marzo de 1965 en que el presidente Gustavo Díaz Ordaz lo nombra gobernador del entonces territorio federa del Quintana Roo. Gobernó dicha entidad hasta su renuncia el 14 de mayo de 1967 a consecuencia de problemas de salud. Falleció el día 25 de julio siguiente en la Ciudad de México.
En dos ocasiones fue aspirante a la candidatura del PRI a gobernador de Guerrero, en 1951 en que fue postulado Alejandro Gómez Maganda, y en 1957 en que lo fue Raúl Caballero Aburto.